# Heteropoda shillongensis
Heteropoda shillongensis este o specie de păianjeni din genul Heteropoda, familia Sparassidae, descrisă de Sethi și Tikader, 1988. Conform Catalogue of Life specia Heteropoda shillongensis nu are subspecii cunoscute.